# Relatório científico
O relatório científico é um documento usado muito frequentemente na ciência, para anotar procedimentos de experiências e pesquisas. 